# Delta del Po: tratto terminale e delta veneto
Delta del Po: tratto terminale e delta veneto este o arie protejată (arie specială de conservare — SAC, sit de importanță comunitară — SCI) din Italia întinsă pe o suprafață de 25.362 ha, din care 1 % marine.

## Localizare
Centrul sitului Delta del Po: tratto terminale e delta veneto este situat la coordonatele 44°58′39″N 11°54′26″E / 44.977424°N 11.907157°E.

## Înființare
Situl Delta del Po: tratto terminale e delta veneto a fost declarat sit de importanță comunitară în septembrie 1995 pentru a proteja 2 specii de plante și 61 de specii de animale. Situl a fost protejat și ca arie specială de conservare în iulie 2018.

## Biodiversitate
Situată în ecoregiunea continentală, aria protejată conține 20 de habitate naturale: Dune cu Hyppophaë rhamnoides, Dune împădurite cu Pinus pinea și/sau Pinus pinaster, Păduri aluvionare cu Alnus glutinosa și Fraxinus excelsior (Alno-Padion, Alnion incanae, Salicion albae), Lagune de coastă, Dune mobile cu vegetație embrionară, Galerii de Salix alba și de Populus alba, Vegetație anuală la limita mareei, Bancuri de nisip acoperite în permanență slab de apă marină, Terase mlăștinoase și terase nisipoase neacoperite de apă la reflux, Pajiști umede mediteraneene cu ierburi înalte de Molinio-Holoschoenion, Mlaștini calcaroase cu Cladium mariscus și specii de Caricion davallianae, Dune mobile de-a lungul țărmului cu Ammophila arenaria („dune albe”), Tufărișuri halofile mediteraneene și termo-atlantice (Sarcocornetea fruticosi), Salicornia și alte specii anuale care populează regiunile mlăștinoase și nisipoase, Păduri de Quercus ilex și Quercus rotundifolia, Dune de coastă cu Juniperus spp., Pajiștile Spartina (Spartinion maritimae), Estuare, Pășuni mediteraneene udate de apa mării (Juncetalia maritimi), Dune de coastă fixe cu vegetație erbacee („dune gri”).
La baza desemnării sitului se află mai multe specii protejate:
- plante (2): Kosteletzkya pentacarpos, Salicornia veneta
- păsări (53): lăcar mare (Acrocephalus arundinaceus), lăcar-de-mlaștină (Acrocephalus palustris), lăcar-de-lac (Acrocephalus scirpaceus), pescăruș albastru (Alcedo atthis), rață sulițar (Anas acuta), rață pitică (Anas crecca), egretă mare (Ardea alba), stârc cenușiu (Ardea cinerea), stârc roșu (Ardea purpurea), stârc galben (Ardeola ralloides), rață-cu-cap-castaniu (Aythya ferina), rața moțată (Aythya fuligula), buhai de baltă (Botaurus stellaris), fugaci de țărm (Calidris alpina), bătăuș (Calidris pugnax), caprimulg (Caprimulgus europaeus), Cettia cetti, chirighiță neagră (Chlidonias niger), erete de stuf (Circus aeruginosus), erete vânăt (Circus cyaneus), erete cenușiu (Circus pygargus), Cisticola juncidis, egretă mică (Egretta garzetta), presură de stuf (Emberiza schoeniclus), lișiță (Fulica atra), becațină comună (Gallinago gallinago), piciorong (Himantopus himantopus), stârc pitic (Ixobrychus minutus), pescăruș argintiu (Larus cachinnans), pescăruș râzător (Larus ridibundus), rață fluierătoare (Mareca penelope), rață pestriță (Mareca strepera), Mergus serrator, cormoran mic (Microcarbo pygmaeus), Numenius arquata arquata, stârc de noapte (Nycticorax nycticorax), Phalacrocorax carbo sinensis, Phoenicopterus ruber, ploier auriu (Pluvialis apricaria), ploier argintiu (Pluvialis squatarola), corcodel mare (Podiceps cristatus), corcodel-cu-gât-negru (Podiceps nigricollis), ciocântors (Recurvirostra avosetta), Spatula clypeata, rață cârâitoare (Spatula querquedula), chiră de baltă (Sterna hirundo), chiră mică (Sternula albifrons), silvie mediteraneană (Sylvia melanocephala), corcodel mic (Tachybaptus ruficollis), călifar alb (Tadorna tadorna), chiră de mare (Thalasseus sandvicensis), fluierar negru (Tringa erythropus), fluierarul cu picioare roșii (Tringa totanus)
- amfibieni (1): Pelobates fuscus insubricus
- pești (6): sturion de adriatica (Acipenser naccarii), Alosa fallax, Knipowitschia panizzae, Lethenteron zanandreai, Petromyzon marinus, Pomatoschistus canestrinii
- reptile (1): țestoasa de baltă (Emys orbicularis)

Pe lângă speciile protejate, pe teritoriul sitului au mai fost identificate 28 de specii de plante, 1 specie de mamifere, 8 specii de nevertebrate.